# Arcelia (kommun)
Arcelia är en kommun i Mexiko.   Den ligger i delstaten Guerrero, i den södra delen av landet, 170 km sydväst om huvudstaden Mexico City. Antalet invånare är 31 401. Arean är 725 kvadratkilometer.
Terrängen i Arcelia är kuperad åt nordväst, men åt sydost är den bergig.
Följande samhällen finns i Arcelia:
- Arcelia
- Reforma de Lázaro Cárdenas
- Valle Galeana
- Colonia Emperador Cuauhtémoc
- Santo Tomás
- Miahuatepec
- Tlalchichilpa
- Ahuatepec
- La Concordia
- Colonia Filiberto Gómez
- El Varal
- Zitlaltengo
- Los Brasiles
- Copaltepec
- El Ocotito
- Achotla
- Colonia Vicente Guerrero
- Fraccionamiento un Nuevo Horizonte para Guerrero
- El Progreso
- El Mirador
- El Corindón